# Freddie de koele kikker
Freddie de koele kikker (Engels: Freddie as F.R.O.7) is een Brits-Amerikaanse animatiefilm uit 1992 van regisseur Jon Acevski. Het verhaal is een parodie op de verhalen van James Bond. De film zelf was gebaseerd op een verhaaltje van Acevski over een speelgoedkikker die werkt als geheim agent.

## Verhaal
In het middeleeuwse Frankrijk verliest de tienjarige prins Frederic zijn vader de koning door een tragisch ongeluk. Zijn tante Messina ziet het kwade in hem en verandert hem in een kikker. Frederic ontsnapt uit de klauwen van Messina en vlucht. Hij groeit uit tot een man die over magische krachten blijkt te beschikken. Hij verandert zichzelf in 'Freddie de kikker' en trekt de wijde wereld in. Hij gaat strijden tegen het kwaad onder de naam F.R.O.7. Freddie vertrekt voor een opdracht naar Engeland, waar enkele monumenten van Londen op mysterieuze wijze zijn verdwenen. Hij gaat samen met Daffers en Scotty op onderzoek uit.

## Rolverdeling
| Personage      | Stemacteur          | Nederlandse stem  |
| -------------- | ------------------- | ----------------- |
| Freddie        | Ben Kingsley        | Frans van Deursen |
| Daffers        | Jenny Agutter       | Anne-Mieke Ruyten |
| Scotty         | John Sessions       | Jon van Eerd      |
| Nessie         | Phyllis Logan       | Anne-Mieke Ruyten |
| Brigadier G    | Nigel Hawthorne     | Kees van Lier     |
| Messina        | Billie Whitelaw     | Marjolijn Touw    |
| El Supremo     | Brian Blessed       | Door Van Boeckel  |
| Koning         | Michael Hordern     | Fred Meijer       |
| Prins Frederic | Edmund Kingsley     | Anne-Mieke Ruyten |
| Verteller      | Adrian Della Touche | Jan Decleir       |